# 南岭镇 (紫金县)
南岭镇，是中华人民共和国广东省河源市紫金县下辖的一个乡镇级行政单位。

## 行政区划
南岭镇下辖以下地区：
南岭镇社区、瑞邱村、在头村、高新村、东溪村、王告村和庄田村。